# Australia na Letnich Igrzyskach Olimpijskich 1976
Australię na Letnich Igrzyskach Olimpijskich 1976 reprezentowało 180 zawodników, 146 mężczyzn i 34 kobiet.

## Zdobyte medale
| Medal           | Zawodnik | Konkurencja                     |
| hokej na trawie | hokej na trawie | hokej na trawie                 |
| --------------- | --- | ------------------------------- |
| Srebro          | Robert Haigh Ric Charlesworth David Bell Greg Browning Ian Cooke Barry Dancer Doug Golder Wayne Hammond Jim Irvine Malcolm Poole Bob Proctor Graeme Reid Ron Riley Trevor Smith Terry Walsh | turniej mężczyzn                |
| jeździectwo     | |                                 |
| Brąz            | Wayne Roycroft Mervyn Bennett Bill Roycroft Denis Pigott | WKKW drużynowo                  |
| pływanie        | |                                 |
| Brąz            | Steve Holland | 1500 m stylem dowolnym mężczyzn |
| żeglarstwo      | |                                 |
| Brąz            | John Bertrand (australijski żeglarz) | klasa laser                     |
| Brąz            | Ian Brown (żeglarz) Ian Ruff | klasa tornado                   |